# Kalínovka (Krasnoiarsk)
|  | Per a altres significats, vegeu «Kalínovka». |

Kalínovka (en rus: Калиновка) és un poble del krai de Krasnoiarsk, a Rússia, segons el cens del 2017 tenia 72 habitants. Pertany al districte municipal d'Aguínskoie.